# Gradnik
Grádnik je naselje v Sloveniji.

## Izvor krajevnega imena
Krajevno ime je izpeljano iz gradьnъ, slovensko gráden, to je vrsta hrasta Quercus sessiliflora. Ime torej prvotno označuje kraj, kjer rastejo gradni. V starih listinah se kraj kot Grádnik prvič omenja leta 1763.